# Завод железобетонных конструкций (Молодечно)
Открытое акционерное общество «Завод железобетонных конструкций» (бел. Адкрытае акцыянернае таварыства «Завод жалезабетонных канструкцый») — белорусская компания по производству стройматериалов.

## История
История создания ОАО «Завод ЖБК» тесно связана с историей треста «Молодечносельстрой», частью которого в своё время являлся завод. История треста начинается в 1950 году, когда на базе Молодечненского областного строительного управления приказом Министра жилищно-гражданского строительства БССР был создан Молодечненский областной строительный трест.
30 июня 1953 года трест переименован в стройтрест № 12 Министерства жилищно-гражданского строительства БССР.
В 1957 году стройтрест № 12 был реорганизован в Молодечненский областной строительный трест № 14, с подчинением Главному управлению строительства при Совете Министров БССР.
21 марта 1962 года Приказом Министерства строительства БССР в целях сосредоточения в одном управлении производственных баз и хозяйств по комплектации строительства в составе строительного треста №14 был организован завод железобетонных конструкций.
В последующие годы трест переименовывался трижды:
- 1965 год — трест «Молодечносельстрой»
- 1986 год — Молодечненский строительный трест № 5 с подчинением «Минскоблсельстрой»
- 1990 год — трест был преобразован в ГПППСО «Молодечносельстрой».

В 1993 году завод ЖБК треста № 5 «Миноблсельстрой» переименован в «Завод железобетонных конструкций» ППСО «Молодечносельстрой».
В 1996 году завод переименован в арендное предприятие «Молодечненский завод железобетонных конструкций».
30 апреля 1999 года приказом Минскоблгосимущества АП «Молодечненский завод ЖБК» в соответствии с законодательством об акционерных обществах, о приватизации и разгосударствлении государственной собственности был преобразован в Открытое акционерное общество «Завод железобетонных конструкций» г. Молодечно (ОАО «Завод ЖБК» г. Молодечно).

## Продукция
Предприятие выпускает бетонные и железобетонные конструкции, бетонные смеси.